# Antonio Navalón
Antonio Navalón Sánchez (Palma de Mallorca, 1952) es un periodista, empresario y promotor cultural español, radicado en Monterrey (México) desde 2005.

## Carrera profesional
Antonio Navalón comenzó su carrera profesional colaborando en prensa regional y en la revista Cuadernos para el Diálogo. Dejó el periodismo para dedicarse a los negocios, principalmente en el campo de la comunicación. Fue socio del sociólogo Pedro Arriola y el abogado Matías Cortés.
En 1977 fue director de la campaña electoral de Adolfo Suárez para las elecciones generales.[cita requerida]
En 1978 estableció en España su empresa de estudios, Euroibérica Internacional de Estudios SA (EISA). En 1994 abrió sede en Nueva York
A principios de los años 1980 asesoraba a Mario Conde, viéndose implicado en el Caso Banesto, del cual sería finalmente absuelto.
En 2004, asesoró a John Kerry en la campaña para las elecciones presidenciales de Estados Unidos.[cita requerida]
Desde 2005 colabora en las revistas de ámbito mexicano Letras Libres, la revista de la Universidad Nacional Autónoma de México, Foreign Affairs Latinoamérica, Nexos, Escala y Revista Cambio. También fue columnista en El Universal.
En la academia ha trabajado como profesor de la Facultad de Ciencias Políticas y Sociales de la Universidad Nacional Autónoma de México (UNAM).[cita requerida] En 2009 dirigió el Seminario Sociedad y Tecnología en la misma institución.
Es cofundador del diario digital Reporte Índigo que, a partir de 2014, pasó a estar vinculado al Grupo Prisa. Escribe en la sección Los puntos sobre las íes. También escribe en el diario digital La Silla Rota.
En 2014 medió en la entrada del empresario mexicano Roberto Alcántara Rojas en el accionariado de Grupo Prisa. Desde entonces, escribe en la columna Miedo a la libertad en el diario El País.
En 2015, la Agencia Estatal de Administración Tributaria publicó una lista de morosos en la que aparecía Navalón, con una deuda de dos millones de euros.
Actualmente (2022), y desde hace algunos años, escribe una vez a la semana, en el prestigiado diario mexicano El Financiero, la columna de opinión "Año Cero". También en México, son muy respetadas e influyentes sus opiniones en política. 
Formó parte del consejo de administración de Star Petroleum junto a Juan Luis Cebrián, lo cual produjo polémica tras su aparición en los Papeles de Panamá.

## Obra
- Objetivo Adolfo Suárez: 1980, el Año de la Agonía, Antonio Navalón, Francisco Guerrero, 1987
- El doctor Cervantes y el señor Quijote, ensayo, 2005
- Paren al mundo que me quiero enterar, editorial Random House Mondadori, 2012

## Reconocimientos
Premio Yelmo de Mambrino en 2005 por el mejor trabajo periodístico en el 400 aniversario de la publicación de El ingenioso hidalgo Don Quijote de La Mancha, de Miguel de Cervantes, otorgado por la Universidad Nacional Autónoma de México, el Consejo Nacional para la Cultura y las Artes y la Academia Mexicana de la Lengua.